# Бандовская балка
Бандовская балка — балка в Ростовской области России, правый и крупнейший приток реки Атюхты (бассейн Дона). Полностью протекает по территории городского округа Шахты (частично по застроенной территории). В балке сооружены пруды.

## Течение
Балка берёт начало на южном склоне Донецкого кряжа, в садовых участках, к западу от станции Атюхта. Течёт вначале на юг, затем поворачивает на юго-восток, с запада огибая посёлки Старокирпичный и Красный города Шахты. Впадает в реку Атюхту с правой стороны, к западу от Атюхтинского переулка